# Schizocolea
Schizocolea är ett släkte av måreväxter. Schizocolea ingår i familjen måreväxter.
Kladogram enligt Catalogue of Life:
| Schizocolea | \| \| Schizocolea linderi \| \| \| \| \| \| Schizocolea ochreata \| \| \| \| |
|             | \| \| Schizocolea linderi \| \| \| \| \| \| Schizocolea ochreata \| \| \| \| |
|             | Schizocolea linderi                                                          |
|             |                                                                              |
|             | Schizocolea ochreata                                                         |
|             |                                                                              |